# Jaheel Hyde
Jaheel Hyde (2 febbraio 1997) è un ostacolista giamaicano.

## Palmarès
| Anno | Manifestazione            | Sede           | Evento   | Risultato  | Prestazione | Note                                             |
| ---- | ------------------------- | -------------- | -------- | ---------- | ----------- | ------------------------------------------------ |
| 2013 | Mondiali allievi          | Donec'k        | 110 m hs | Oro        | 13"13       | Record dei campionati                            |
| 2014 | Mondiali juniores         | Eugene         | 400 m hs | Oro        | 49"29       | Miglior prestazione mondiale stagionale under 20 |
| 2014 | Mondiali juniores         | Eugene         | 4×400 m  | Bronzo     | 3'04"47     | Miglior prestazione personale stagionale         |
| 2014 | Giochi olimpici giovanili | Nanchino       | 110 m hs | Oro        | 12"96       | Miglior prestazione personale                    |
| 2016 | Mondiali under 20         | Bydgoszcz      | 400 m hs | Oro        | 49"03       |                                                  |
| 2016 | Giochi olimpici           | Rio de Janeiro | 400 m hs | Semifinale | 49"17       |                                                  |
| 2017 | Mondiali                  | Londra         | 400 m hs | Semifinale | 49"75       |                                                  |
| 2018 | Giochi del Commonwealth   | Gold Coast     | 400 m hs | Bronzo     | 49"16       |                                                  |
| 2021 | Giochi olimpici           | Tokyo          | 400 m hs | Semifinale | 1'27"38     |                                                  |
| 2021 | Giochi olimpici           | Tokyo          | 4×400 m  | 6º         | 2'58"76     |                                                  |
| 2022 | Mondiali                  | Eugene         | 400 m hs | 6º         | 48"03       | Miglior prestazione personale                    |
| 2022 | Giochi del Commonwealth   | Birmingham     | 400 m hs | Argento    | 49"78       |                                                  |
| 2023 | Mondiali                  | Budapest       | 400 m hs | Semifinale | 48"49       |                                                  |
| 2023 | Giochi panamericani       | Santiago       | 400 m hs | Oro        | 49"19       |                                                  |
| 2024 | Giochi olimpici           | Parigi         | 400 m hs | Semifinale | 50"03       |                                                  |